# Ашхабад (телеканал)
«Ашхабад» («Aşgabat»)  — туркменский телевизионный канал Государственного комитета Туркменистана по телевидению, радиовещанию и кинематографии. Канал начал вещание 1 октября 2011 года. Принимается на всей территории Туркменистана. Вещание ведётся на туркменском языке. Штаб-квартира телекомпании находится в Ашхабаде. Как и другие телеканалы Туркменистана, он подконтролен Координационному совету по телевидению и радиовещанию при Кабинете министров Туркменистана.
Телеканал рассказывает в своих передачах о масштабных процессах обновления Ашхабада, знакомит с событиями общественной, культурной, экономической жизни, деятельностью научных и образовательных учреждений.
Телеканал "Ашхабад" должен готовить содержательные передачи о масштабных процессах обновления, преобразивших нашу беломраморную столицу и ныне затронувших все уголки туркменской земли, рассказывать о великих делах и свершениях и о том, что намечено претворить в жизньБердымухамедов

## История телеканала
В начале февраля 2011 года президент Туркменистана Гурбангулы Бердымухамедов подписал постановление о создании в Туркменистане телеканала «Ашхабад». Выпуск своих передач в эфир телеканал начал в октябре 2011 года, когда Туркменистан отмечал 20-летний юбилей независимости. Трансляция идут по 15 часов в сутки посредством системы наземной и спутниковой связи.
Большую часть эфирного времени «Ашхабад» уделяет освещению политической, социальной и культурной жизни города Ашхабада.